# NGC 7836
NGC 7836 ist eine Irreguläre Galaxie vom Hubble-Typ Irr? im Sternbild Andromeda am Nordsternhimmel. Sie ist schätzungsweise 227 Millionen Lichtjahre von der Milchstraße entfernt und hat einen Durchmesser von etwa 60.000 Lj. 

Die Galaxie ist Mitglied der NGC-7831-Gruppe, gemeinsam mit z. B. NGC 7805, NGC 7806 und NGC 7819.

Im selben Himmelsareal befinden sich weiterhin u. a. die Galaxien NGC 6, NGC 13, NGC 20, IC 1530.
Das Objekt wurde am 20. September 1885 vom US-amerikanischen Astronomen Lewis Swift entdeckt.

## NGC 7831-Gruppe (LGG 1)
| Galaxie   | Alternativname | Entfernung/Mio. Lj |
| --------- | -------------- | ------------------ |
| NGC 13    | PGC 650        | 223                |
| NGC 20    | PGC 679        | 230                |
| NGC 21    | PGC 759        | 221                |
| NGC 29    | PGC 767        | 221                |
| NGC 39    | PGC 852        | 225                |
| NGC 43    | PGC 875        | 222                |
| NGC 7805  | PGC 109        | 223                |
| NGC 7806  | PGC 112        | 221                |
| NGC 7819  | PGC 303        | 230                |
| NGC 7831  | PGC 569        | 235                |
| NGC 7836  | PGC 608        | 227                |
| PGC 190   | MCG +05-01-027 | 229                |
| PGC 206   | CGCG498-068    | 222                |
| PGC 309   | UGC 30         | 221                |
| PGC 726   | UGC 93         | 229                |
| PGC 869   | UGC 117        | 220                |
| PGC 921   | UGC 130        | 221                |
| PGC 73023 | UGC12864       | 218                |